# Sandro Luporini
Sandro Luporini (Viareggio, 12 luglio 1930) è un pittore, paroliere e scrittore italiano, appartenente al movimento della Metacosa.

## Biografia
Come atleta ha giocato nel Vela Viareggio, raggiungendo insieme al fratello Francesco prima la Serie A poi la nazionale di pallacanestro.
Studente di ingegneria all'università di Pisa, nel 1953 abbandona gli studi per dedicarsi alla pittura e si trasferisce a Roma. Nel 1956 è a Milano e partecipa a varie mostre assieme ai pittori della Galleria Bergamini, prendendo parte agli eventi del realismo esistenziale. Abita nello stesso quartiere di un giovane cantautore: Giorgio Gaber. Tra i due, dopo la casuale conoscenza nel bar da entrambi frequentato, nasce presto un'amicizia che sfocia nella collaborazione artistica: i due scrivono assieme i testi delle canzoni e degli spettacoli teatrali che Gaber interpreta.
Così Luporini descrisse l'incontro con Gaber:
La loro prima collaborazione è però per una canzone interpretata nel 1961 da Maria Monti, Sono le nove, che la cantante presenta nel disco come "scritta da un mio amico pittore, che descrive Milano proprio come la rappresenterebbe un pittore"; nel retro copertina il cognome dell'autore è riportato erroneamente come Luparini.
La sua attività pittorica prosegue: Luporini espone quadri nelle più importanti rassegne nazionali, ottenendo riconoscimenti e premi.
Nel 2005 il Comune di Pisa, in collaborazione con l'Adac di Modena, presieduta da Adriano Primo Baldi gli dedica una mostra personale, allestita al Teatro Verdi. In questa occasione viene pubblicato oltre al catalogo delle opere pittoriche "Sandro Luporini - Metafisica del quotidiano" con testi di Giuseppe Cordoni, Marilena Pasquali, Eugenio Riccomini, anche il volume "Immagini, parole e note nell'opera di Sandro Luporini", una raccolta di materiali e testi sul teatro di Giorgio Gaber e Sandro Luporini, a cura di Micaela Bonavia.
Sandro Luporini, assieme a Giuseppe Bartolini, Giuseppe Biagi, Gianfranco Ferroni, Bernardino Luino, Lino Mannocci e Giorgio Tonelli appartiene al movimento artistico la Metacosa. La prima mostra si tenne nel 1979 a Brescia, con presentazione del critico Roberto Tassi.
Sandro Luporini è un riferimento importante nella cultura contemporanea, attraverso l’opera pittorica e l’attività di scrittore-coautore dei testi negli spettacoli teatrali di Giorgio Gaber e del suo teatro canzone.
Nel catalogo della mostra «Sandro Luporini – Pittore Scrittore» (Roma, Museo Nazionale Romano/Terme di Diocleziano, 2016), l’album visivo e i testi critici correlati alla pittura e introdotti da Philippe Daverio, si completano con un compendio sul Teatro-Canzone di Gaber-Luporini che restituiscono la figura di un artista insolito per il rigore della sua esperienza pittorica, per la continuità del suo impegno intellettuale nell'attività letteraria e teatrale e per la complessità del suo pensiero politico-esistenziale.
«…Il suo itinerario è assolutamente duplice, genialmente ambiguo fra letteratura e pittura. Spetta a noi scoprire il punto di congiunzione delle due parallele, che sta forse posto all'infinito, nell’accertamento vago d’un punto terminale e fatale dove il caos si dissolve nella metarealtà.» (Dalla prefazione di Philippe Daverio)

## Vita privata
Il figlio di suo fratello Francesco, l’ingegnere Roberto Luporini, ha sposato Dalia Gaberscik, figlia di Giorgio Gaber.